# Летард (граф Фезансака)
Летард (Лето, Лиутгард) I (лат. Liutardo, фр. Leuthard; ок. 760/765 — 3 января после 813) — граф Фезансака в 801—809 годах, сын графа Парижа Жерара I и Ротруды. Летард считается предком Лотарингского дома.

## Биография
Летард происходил из знатного рода Жерардидов. Он входил в окружение короля Аквитании и будущего императора Людовика I Благочестивого. 
Астроном в «Жизни императора Людовика» сообщает о том, что после смерти графа Фезансака Бургундио король Людовик назначил правителем графства своего приближённого Летарда. Произошло это около 801 года. Однако его назначение вызвало недовольство населения, которое восстало против своего правителя, в результате чего Летард был вынужден покинуть графство.
Размеры Фезансака во время правления Летарда неизвестны. В некоторых источниках он назван графом Оша. Возможно, что оно совпадало по размерам с графством, выделенным в 920 году графу Гильому Гарсии.
В 809 году Летард участвовал в осаде Тортосы.
Подпись Летарда стоит на акте, датированном 811 годом. Последний раз он упоминается в 813 году. Согласно некрологу аббатства Сен-Жермен-де-Пре Летард умер 3 января.

## Брак и дети
Жена: Гримхильда. Дети:
- Жерар II (ок. 800 — 878/879), граф Парижа до 834 — ок. 841, граф (герцог) Вьенна и Лиона в 844—870
- Ингельтруда (ок. 805 — после 835); муж: Эд (ум. 834), граф Орлеана
- Адалард I Сенешаль (ок. 810 — после 865), сенешаль императора Людовика Благочестивого в 831—840, граф Отёна в 861—864, родоначальник рода графов Меца